# Pod Lasem (Bugaj)
Pod Lasem – część wsi Bugaj w Polsce, położona w województwie świętokrzyskim, w powiecie skarżyskim, w gminie Bliżyn.
Graniczy od wschodu z Pod Lasem, należącym do miasta Skarżysko-Kamienna.
W latach 1975–1998 Pod Lasem administracyjnie należały do województwa kieleckiego.
Wierni Kościoła rzymskokatolickiego należą do parafii św. Ludwika w Bliżynie.